# San Vicente de Alcántara
Pour les articles homonymes, voir San Vicente et Alcantara.
San Vicente de Alcántara est une commune d’Espagne, dans la province de Badajoz, communauté autonome d'Estrémadure.

## Monuments
- Château de Piedrabuena (es) qui était le siège d'une commanderie de l'ordre d'Alcántara.